# Aufidus tricolor
Aufidus tricolor är en insektsart som beskrevs av Walker 1870. Aufidus tricolor ingår i släktet Aufidus och familjen spottstritar. Inga underarter finns listade i Catalogue of Life.